# Hans Lagerlöf

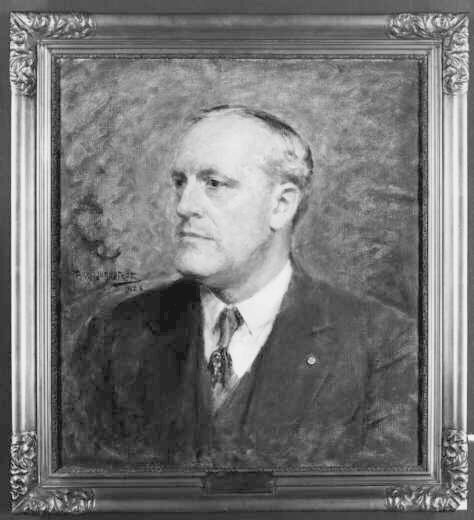
Hans Lagerlöf (1926)

Hans Lagerlöf, född 1880, död 1952, var en svensk filatelist.
Lagerlöf emigrerade tidigt till USA och byggde där upp en framgångsrik firma för pappersmasseimport. Han samlade enorma mängder frimärken och blev en internationell storsamlare av dignitet. Hans generositet medförde att han redan under sin livstid donerade stora delar av sin samling. Postmuseum i Stockholm och National Post Museum genom Smithsonian Institution i Washington har därmed fått viktiga tillskott till sina samlingar. De 23 donationer Lagerlöf överlämnade till Postmuseum omfattade sammanlagt 6 500 albumblad. Den viktigaste donationen innehöll de två Mauritius Post Office-märken som numera är Postmuseums stolthet.